# Val Neva
La Val Neva è una valle della provincia di Savona in Liguria. In antichità conosciuta e nominata come Vallis Cohedani.
È attraversata dal torrente Neva che va a sfociare nel fiume Centa e di li nel Mediterraneo dopo aver ricevuto come affluente il torrente Pennavaira nei pressi della frazione Martinetto di Cisano sul Neva.

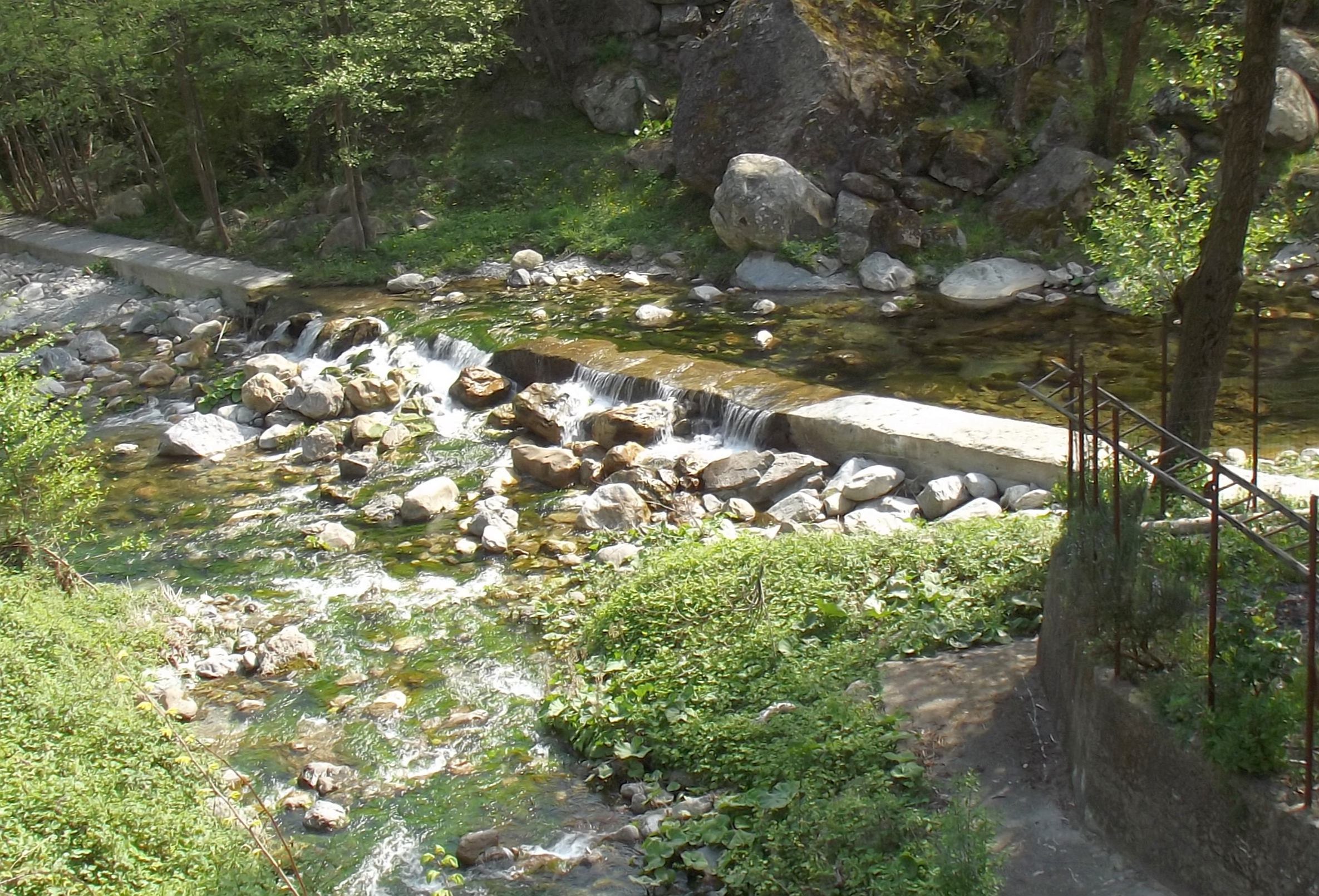
Confluenza Pennavaira Neva

## Geografia
La Val Neva, situata nell'entroterra di Albenga trae origine dal torrente omonimo che seppur nascendo nel tratto piemontese delle Alpi Liguri scorre per quasi tutto il suo corso in Liguria, bagnando diversi comuni a cavallo tra le due regioni. Dalla frazione Cerisola (che deve il nome ad un insolito bosco di ciliegie in mezzo ai castagneti) di Garessio ai paesi liguri di Cisano sul Neva, Zuccarello, Castelvecchio di Rocca Barbena (nella frazione Bareassi), questi ultimi due insieme a Garessio sul versante piemontese inseriti tra i borghi più belli d'Italia, Erli.

## Storia
La Val Neva è da sempre uno dei più frequentati percorsi tra la costa e i valichi montani tra Liguria e Piemonte, una delle più antiche vie del sale che collegavano la Liguria alla pianura Padana già in antichità. In particolare nei pressi del torrente all'altezza del comune di Erli si trova la grotta all'Arma Veirana, che salvatasi dagli accaniti e devastanti scavi di ricerca archeologici dell'Ottocento sta restituendo oggi tesori preziosi degli insediamenti in loco di epoca paleolitica.
Sul lato sinistro della valle da Castelvecchio di Rocca Barbena a Zuccarello si snoda tra la macchia mediterranea che conduce ai ruderi del castello dei marchesi Del Carretto, dove nacque e visse Ilaria Del Carretto in quella che dal medioevo era conosciuta come Vallis Cohedani probabilmente da un preesitente villaggio denominato Coedano nei pressi della odierna Zuccarello. Quella che oggi è detta appunto Val Neva di cui Castelvecchio e Zuccarello furono le capitali medievali.

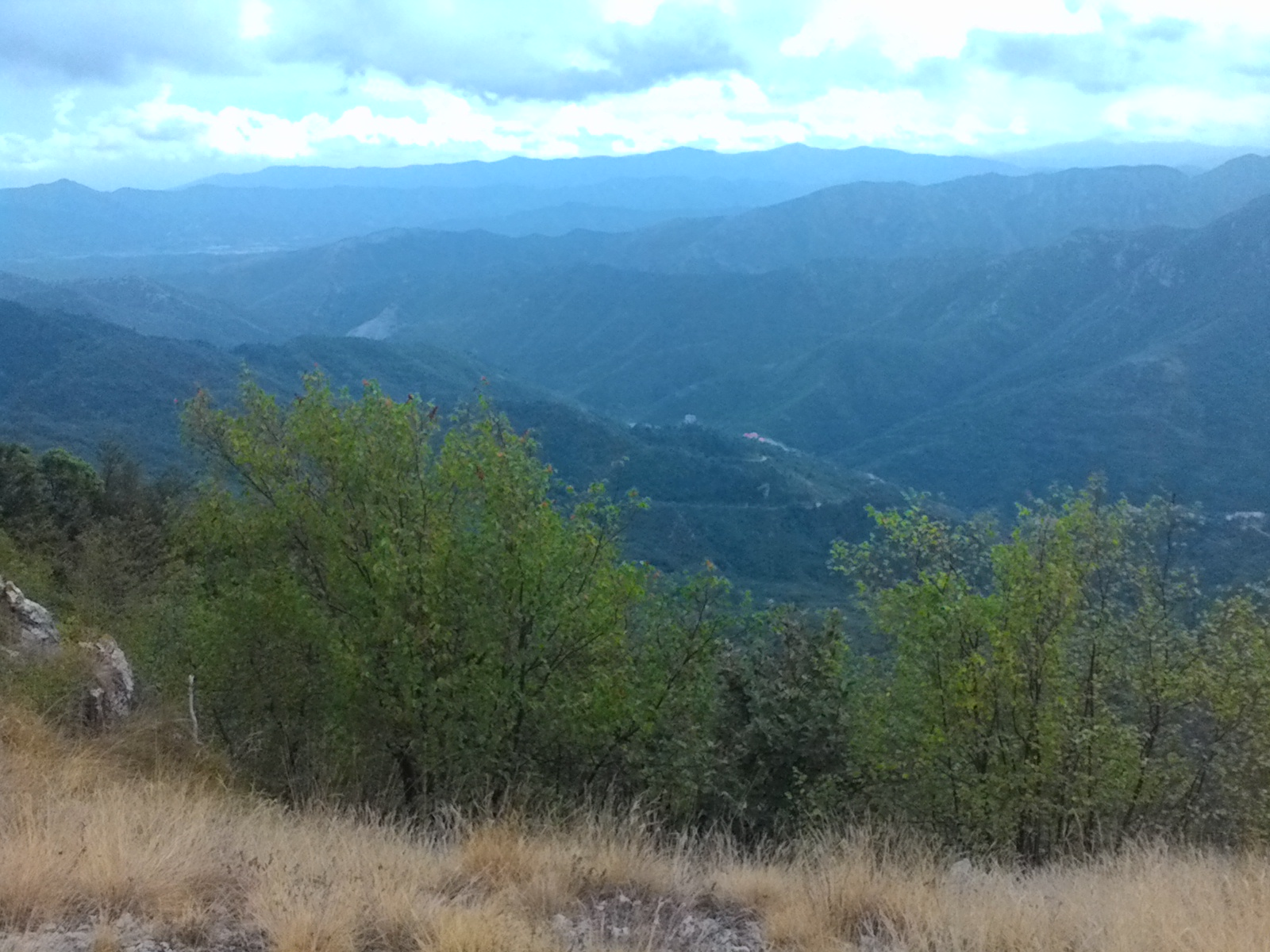
La val Neva dalla Roccabarbena

Nel 1403, Ilaria si maritò con Paolo Giunigi, signore di Lucca. Ivi morì di parto a soli 26 anni e fu immortalata nel celebre e visitatissimo (quale esempio primigenio della scultura rinascimentale) monumento funebre di Jacopo della Quercia nel Duomo di Lucca., anche se in quel famoso sarcofago non riposò mai
L'attraversamento del Neva avviene oggi facilitato da numerosi ponti carrabili, restano però una serie di ponti romani e medioevali di grandissimo pregio che punteggiano l'intera valle, tra questi tra i più importanti sicuramente quello di Erli alla frazione Bassi, di età tardo romana, a doppia arcata che era in passato utilizzato per il controllo ed il transito sull'antica via del sale. Notevole anche quello del borgo di Zuccarello e di Cisano sul Neva. 
La valle fu anche teatro della Battaglia di Loano nel 1795/96 , durante la prima campagna francese in Italia, tra le truppe francesi comandate da Massena (di cui si ricorda nelle memorie un discorso di incitamento alle truppe tenuto nella roccaforte di Zuccarello) ed i piemontesi .Sulle pendici della val Neva si snodava infatti il fronte che contrapponeva le truppe autro-piemontesi a quelle di Napoleone Bonaparte. ad oggi sono visibili ancora resti delle piazzole di appoggio dell'artiglieria pesante dislocate dal Giogo di Toirano, sino a Castelvecchio e al colle Scravaion. Un percorso trekking denominato "Bonesprit Terre Napoleoniche"  congiunge i vari punti della battaglia tra i vari luoghi significativi della guerra della campagna d'Italia del Bonaparte.

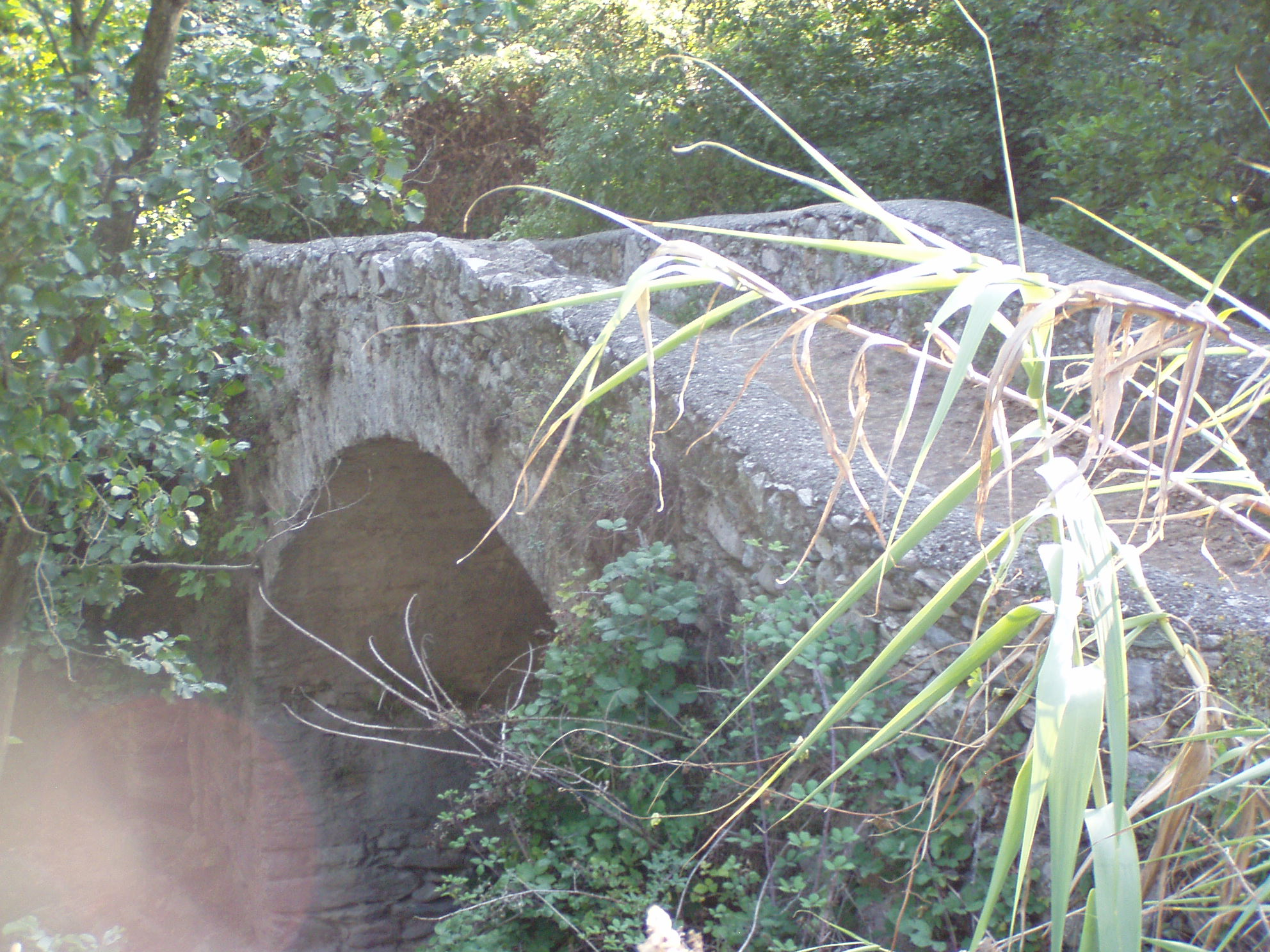
Ponte romano bassi di Erli -Sv

## Flora e fauna

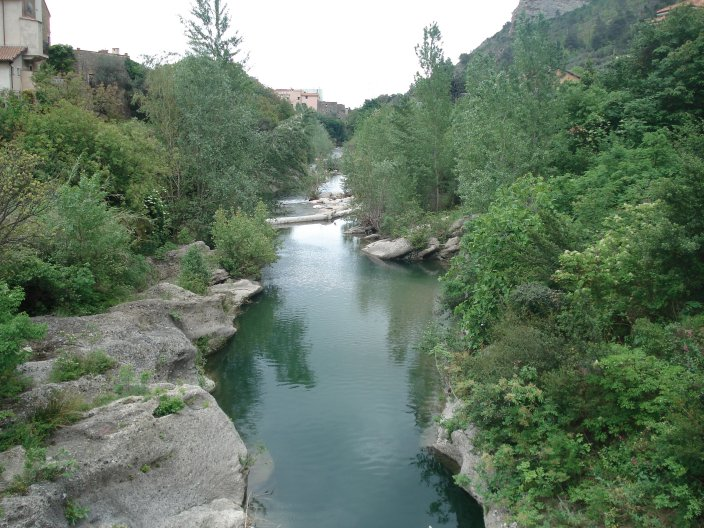
Il Neva a Cisano

In Val Neva si trova una dei range più estesi di biodiversità della flora estendendosi dal mare sino agli oltre 1000 metri in circa 15 km. Si passa dunque in un tragitto rapidissimo dalla cultivar dell'olivo e della più tipica macchia mediterranea alle pinete e agli alpeggi di Pian dei Prati (Erli-Castlelvecchio di Roccabarbena).

### Flora
Sono presenti specie di flora protette e rare come l'Anemone narcissiflora, Bulbocodium vernum, Dryas octopetala, Hutchinsia alpina, Potentilla caulescens (relitti glaciali). Trollius europaeus, Saxifraga lingulata, Silene campanula (orofile). Stipa juncea, Leuzea conifera, Rhamnus saxatilis (mediterranee). Onosma fastigiatum, Cirsium tuberosum, Gymnadenia conopsea, Helianthemum oelandicum alpestris, Neottia nidus-avis, Traunsteinera globosa (rare).
Certamente la principale attrattiva in campo botanico e di interesse comunitario sono le rarissime Gentiana ligustica e Campanula sabatia.

### Mammiferi
Per quanto attiene alla fauna tipica è accertata la presenza stanziale di mammiferi quale la Lepre comune, Lepre variabile, Ermellino, Donnola, Camoscio, Marmotta, Cinghiale, Capriolo, Daino, Lupo.

### Uccelli
Inoltre sono presenti tra i principali uccelli nidificanti il Circaetus gallicus, Falco peregrinus, Lanius collurio, Emberiza hortulana, Pernis apivorus
Oltre una importante quantità di rettili ed anfibi ed invertebrati.

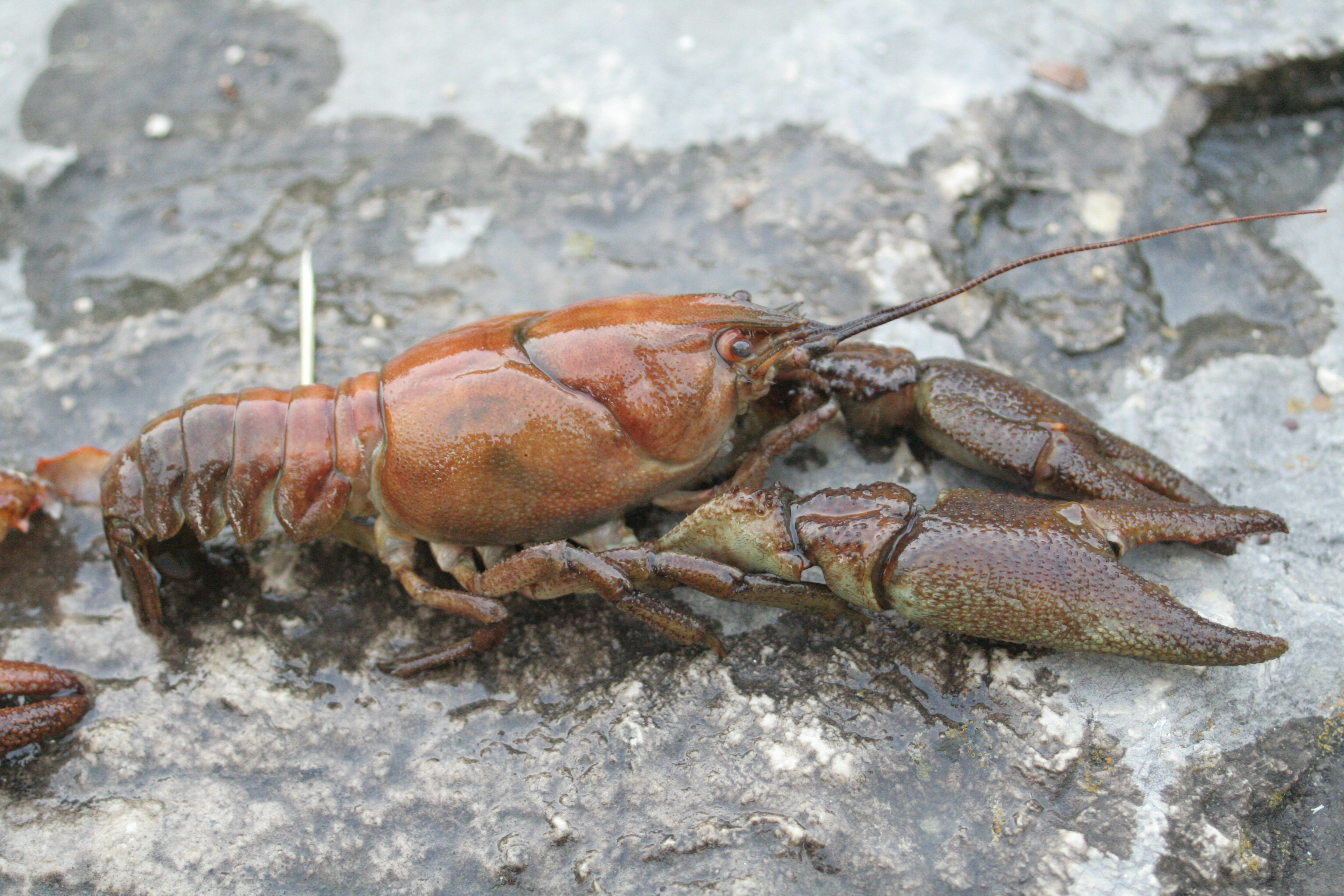
Austropotamobius pallipes

Nel torrente neva è anche presente il rarissimo gambero rosso di fiume Austropotamobius pallipes specie di interesse comunitario anch'essa.

## Geologia
Geologicamente la roccia che più la rappresenta è la quarzite bianca affiorante e scistosa(simile alle conformazioni rocciose tipiche dell'Appennino nei pressi di Lagonegro in Basilicata) in particolare presso la Rocca Barbena, Pian dei Prati e Carpe, e marmi rosa e bianchi affioranti a Cerisola e punta Alzibecchi Presenti anche calcari modificati da azioni metamorfiche endogene e dinamiche nei pressi di Cisano sul Neva e Vecersio.

## Altri pregi naturalistici
Flora e fauna rara orofila (estremo limite di distribuzione di elementi corologici alpini, tra cui gallo forcello, marmotta e camoscio), nidificazione del gallo forcello, territorio di caccia dell'aquila reale, forme di erosione pittoresca, salti d'acqua, inversione termica, presenza di specie floro-faunistiche e habitat di interesse comunitario.